# 5616 (année hébraïque)
5616 (hébreu : ה'תרט"ז , abbr. : תרט"ז) est une année hébraïque qui a commencé à la veille au soir du 13 septembre 1855 et s'est finie le 29 septembre 1856. Cette année a compté 383 jours. Ce fut une année embolismique dans le cycle métonique, avec deux mois de Adar - Adar I et Adar II. Ce fut la seconde année depuis la dernière année de chemitta.

## Calendrier
Ce calendrier hébraïque de l'année 5616 donne les correspondances avec les dates du calendrier grégorien.
Le premier nombre dans chaque case correspond au jour du mois hébraïque. Les jours en couleurs sont des jours remarquables juifs .
| ◄◄ | 5616 | ►► |

## Naissances
- David Wolffsohn
- Sigmund Freud

## Décès
5611 - 5612 - 5613 - 5614 - 5615 - 5616 - 5617 - 5618 - 5619 - 5620 - 5621